# Saison 1 de Série noire
Chronologie
Saison 2
Cet article présente les épisodes de la première saison de la série télévisée québécoise Série noire.

## Distribution
- François Létourneau : Denis Rondeau, scénariste de La Loi de la justice
- Vincent-Guillaume Otis : Patrick Bouchard, scénariste de La Loi de la justice
- Édith Cochrane : Judith Larivée, conjointe de Denis Rondeau
- Charlie Laplante : Juliette Rondeau, fille de Denis et Judith
- Anne-Élisabeth Bossé : Charlène, prostituée
- Marc Beaupré : Marc Arcand
- Caroline Bouchard : Léa, copine de Patrick
- Louise Bombardier : Louise Talbot, productrice de La Loi de la justice
- Jacques L'Heureux : Henri Talbot, mari de Louise et producteur de La Loi de la justice
- Martin-David Peters : Christian Perez, enquêteur
- Alain Zouvi : Diffuseur de La Loi de la justice
- Guy Nadon : Jean-Guy Boissonneau, acteur du Juge Boivin dans La Loi de la justice
- Martin Drainville : Bruno, gynécologue et patron du East Gay Gang (EGG)
- Hugo Dubé : Claudio Brodeur, conjoint de Bruno et membre du EGG
- Sharon Ibgui : Maude, amie de Judith
- Sébastien René : Maître Marlin, avocat
- Karen Elkin : Anne-Sophie Laverdière, journaliste
- Francine Ruel : Kimberly Bouchard, mère de Patrick
- Alexis Bélec : Ricky, chauffeur de Charlène et membre du EGG
- Elisabeth Locas : Caroline Michaud, actrice de Valérie dans La Loi de la justice
- Olivier Morin : Simon Bernier, acteur de Marc Arcand dans La Loi de la justice
- François Trudel : Ghyslain Perron, acteur de Pierre dans La Loi de la justice
- Nathalie Breuer : Laurence, femme du diffuseur
- Karen Racicot : Solange, maîtresse d'Henri
- Bernard Derome : Narration